# Sumber Jaya (Siantar Martoba)
Sumber Jaya is een bestuurslaag in het regentschap Pematang Siantar van de provincie Noord-Sumatra, Indonesië. Sumber Jaya telt 5532 inwoners (volkstelling 2010).